# 掛川車站
掛川站（日语：〔〕／〔〕 Kakegawa eki */?）位於日本静岡縣掛川市南1-1-1、東海旅客鐵道（JR東海）與天龍濱名湖鐵道的鐵路車站。

## 車站結構

### JR東海
東海道新幹線是2面2線相對式月台的高架站、東海道本線2面3線的地上站。新幹線於1988年增設掛川車站時，時任掛川市長榛村純一採取重視木材文化的立場，因此JR東海保留了北口的木造站房，使得掛川站成為唯一使用木造站房的新幹線車站。為強化耐震，於2013年起進行北口站房改建，拆除原有木造站房，但保留原本使用的木材，於新的鋼構站房建設時予以再利用，使得改建後的北口站房外觀接近1940年啟用的木造站房，站房改建工程於2014年1月竣工。

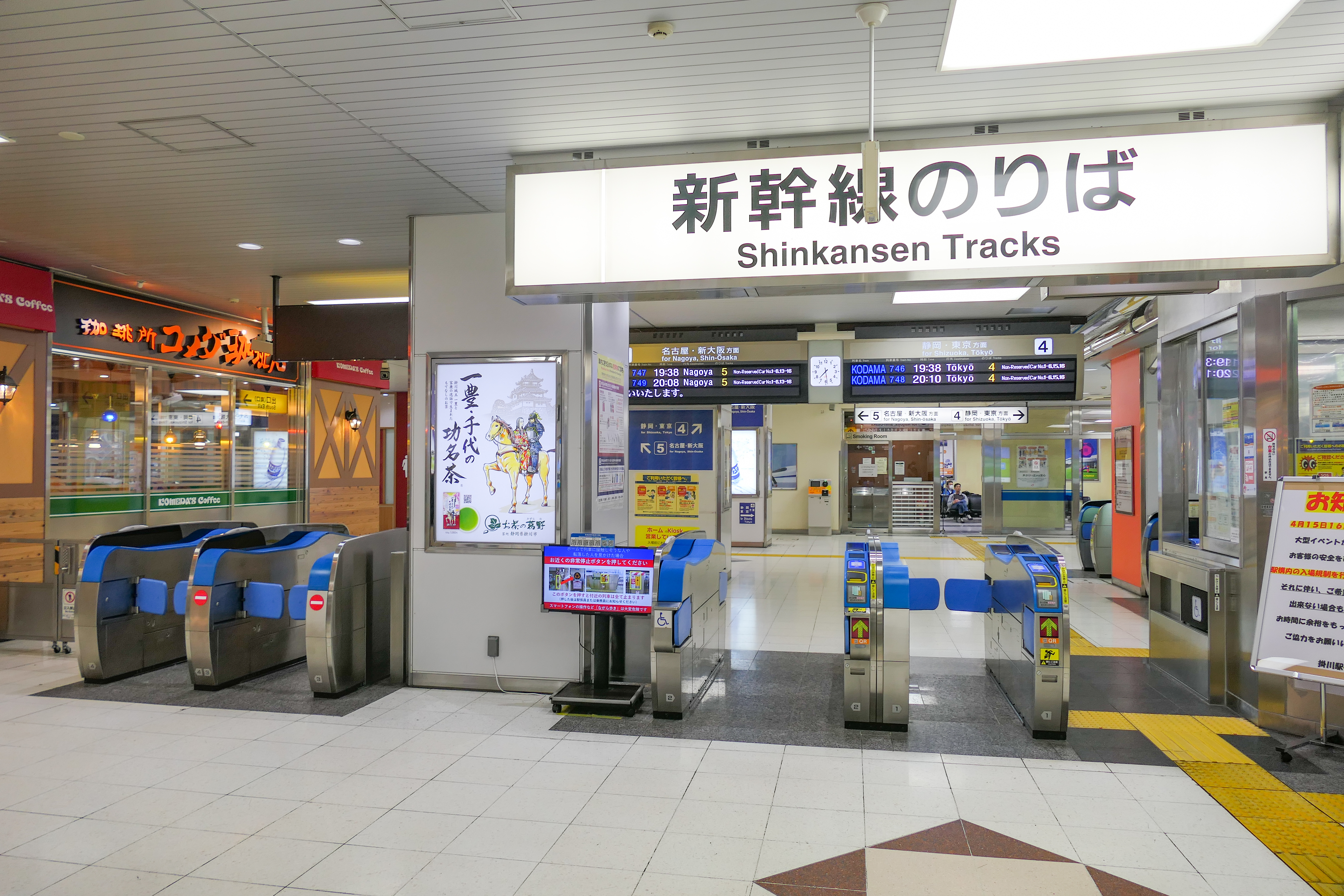
新幹線驗票口（2023年4月）
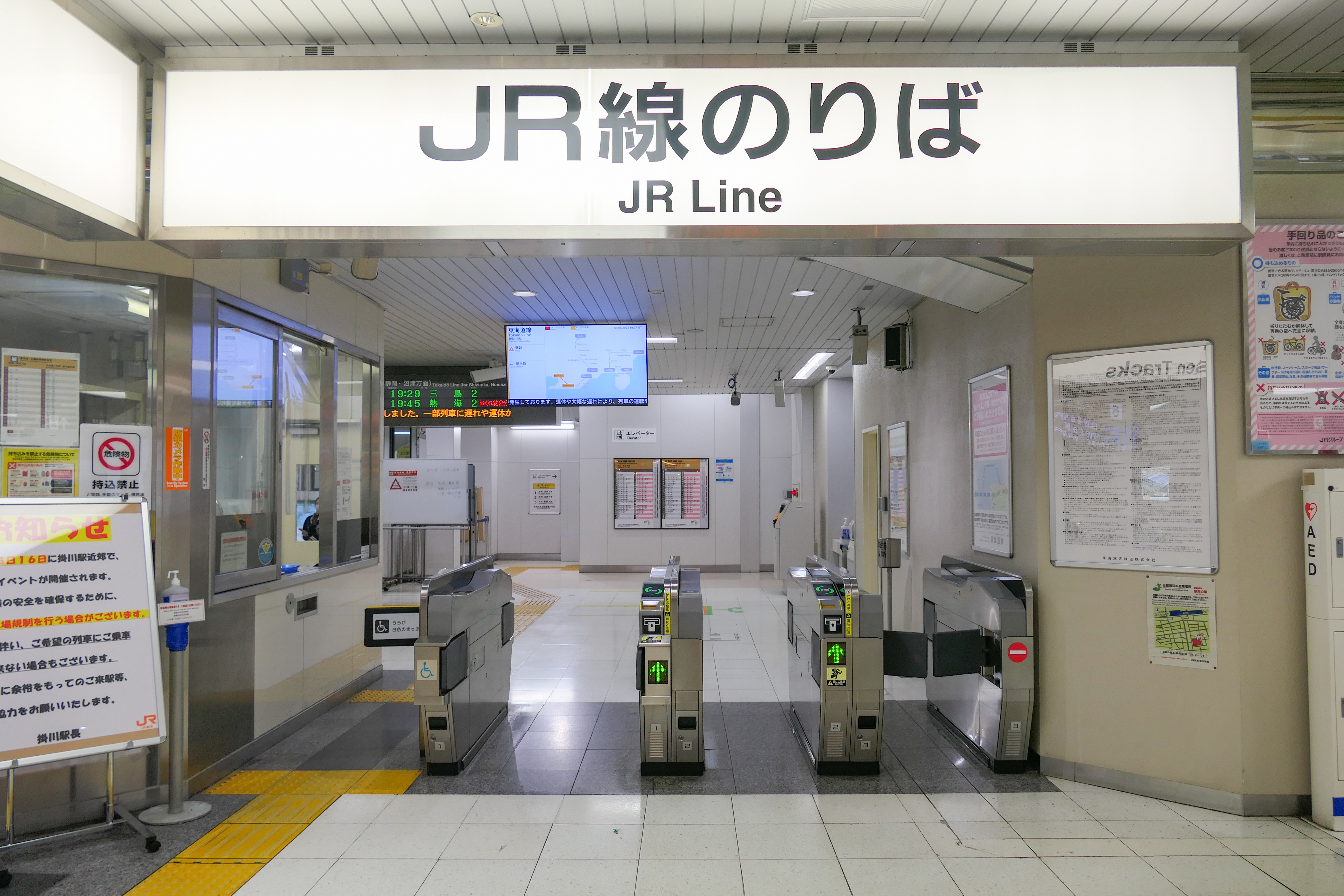
東海道本線驗票口（2023年4月）
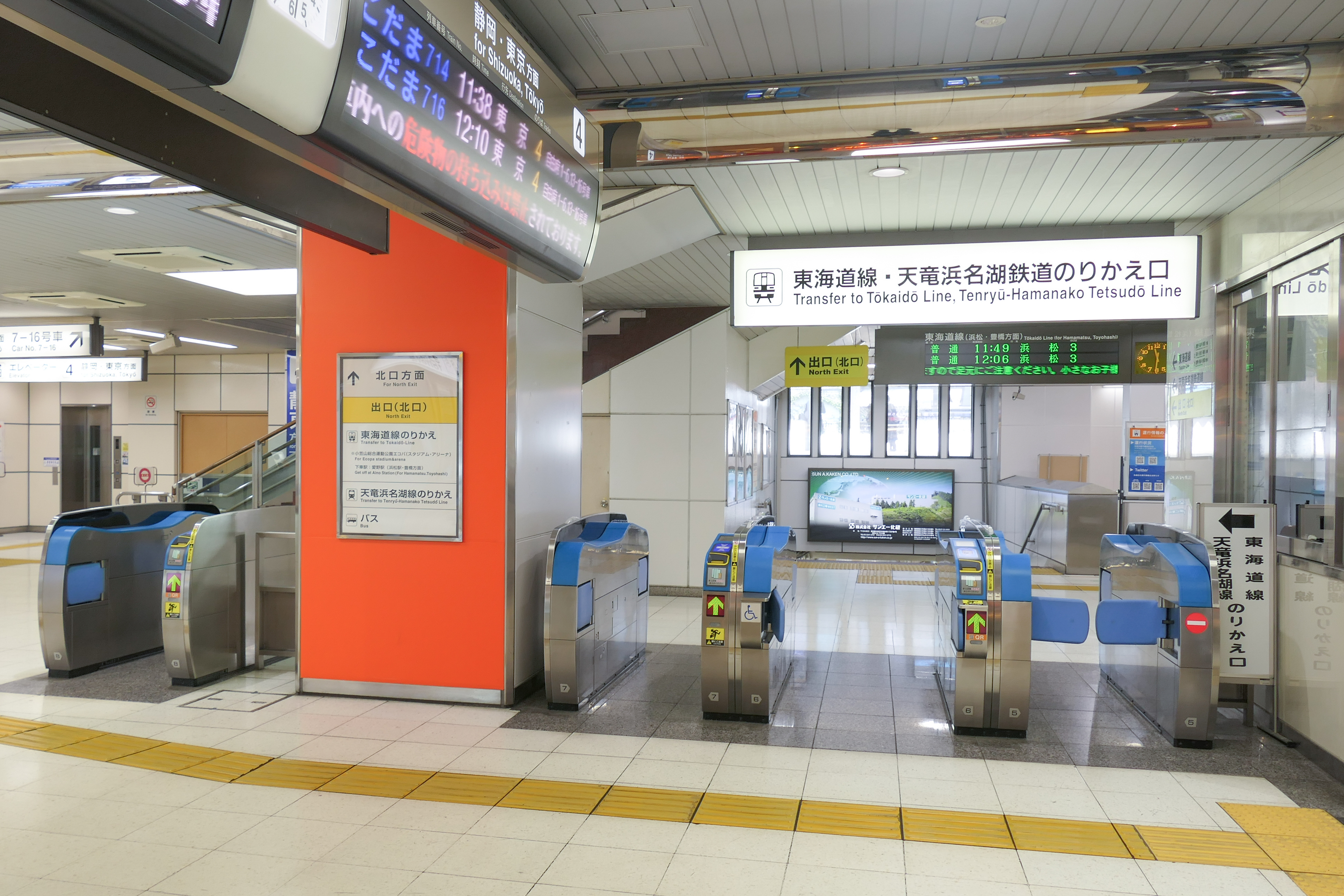
新幹線與在來線的轉乘驗票口（2023年4月）
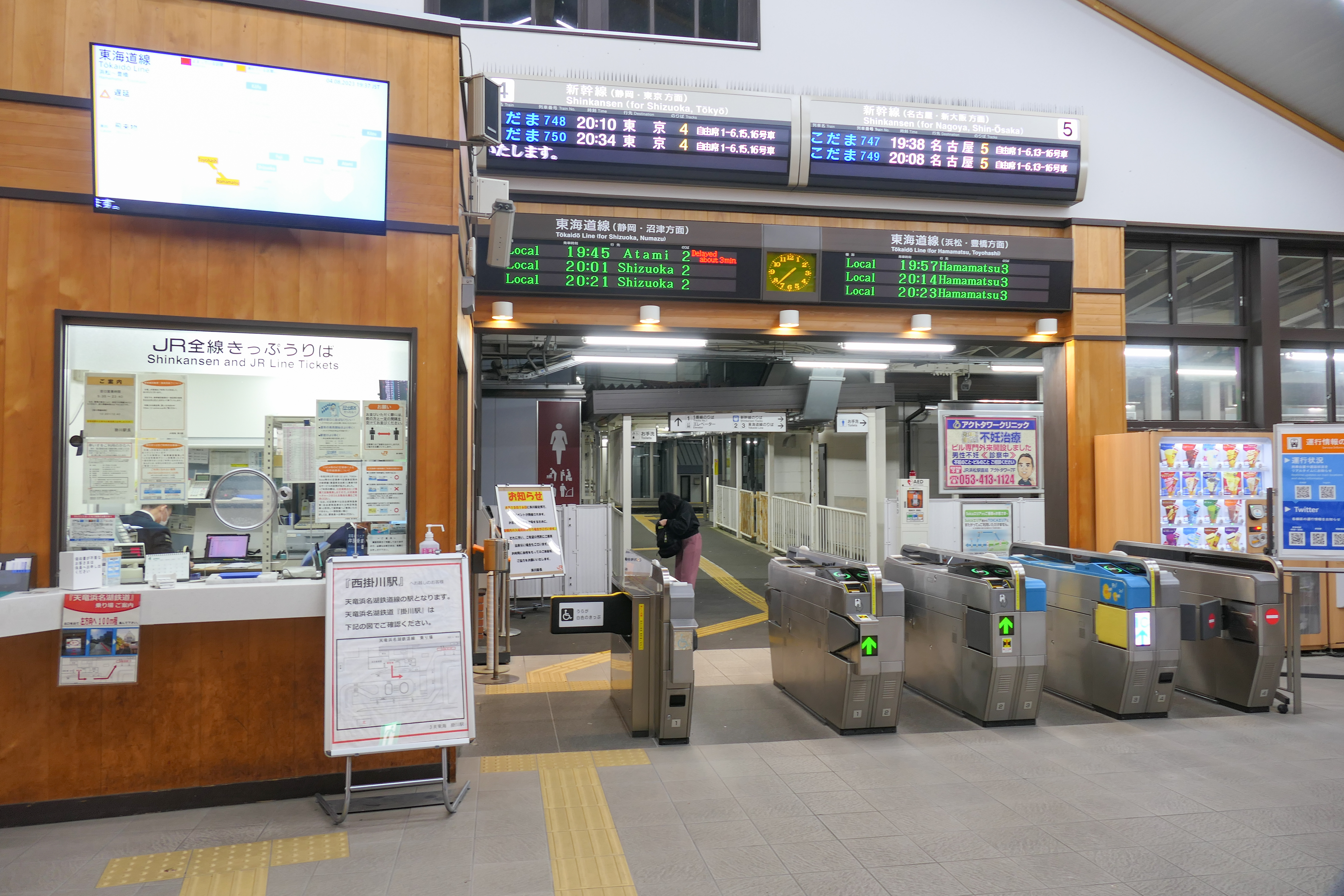
北驗票口（2023年4月）
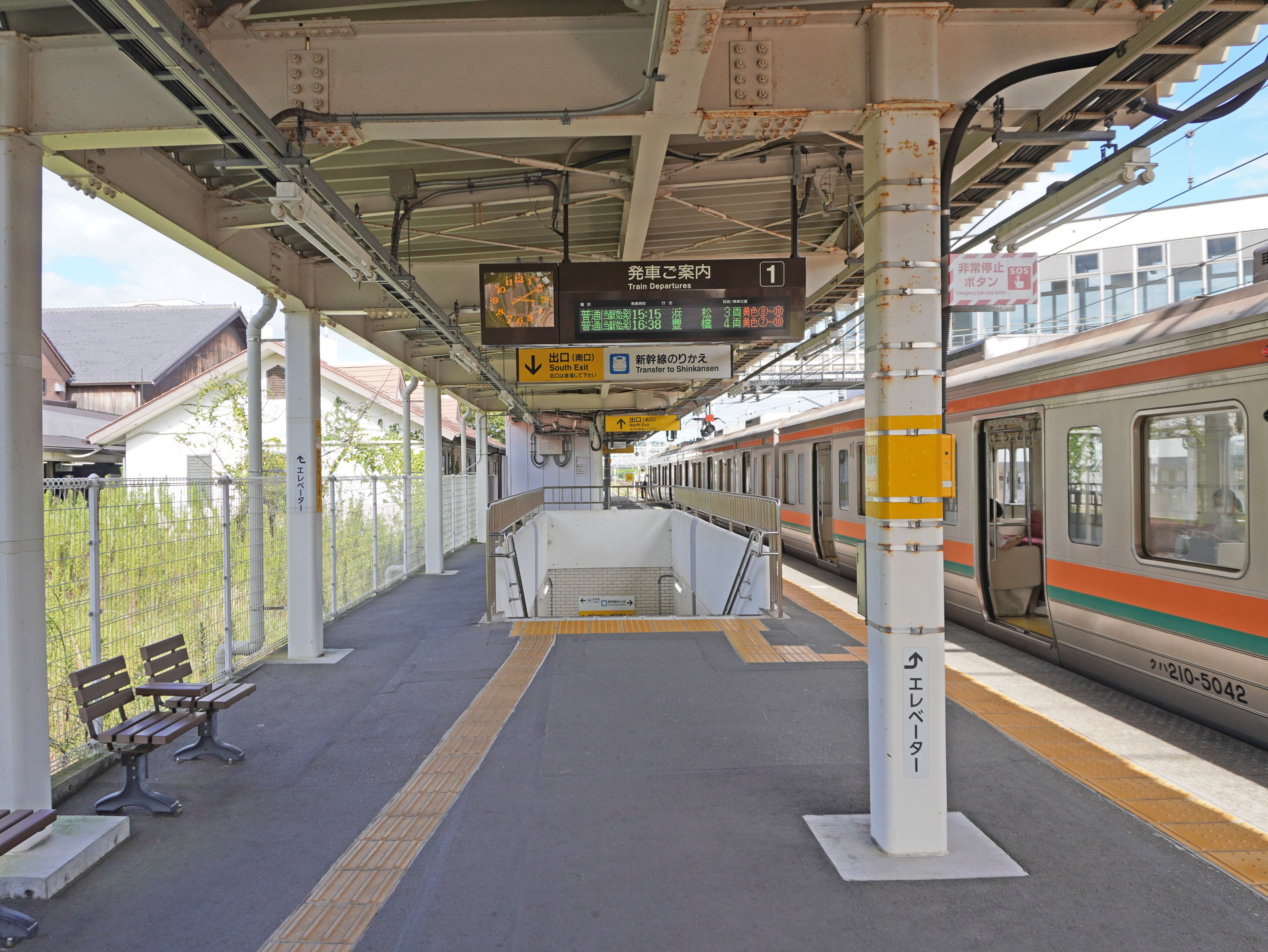
在來線1號月台（2022年9月）
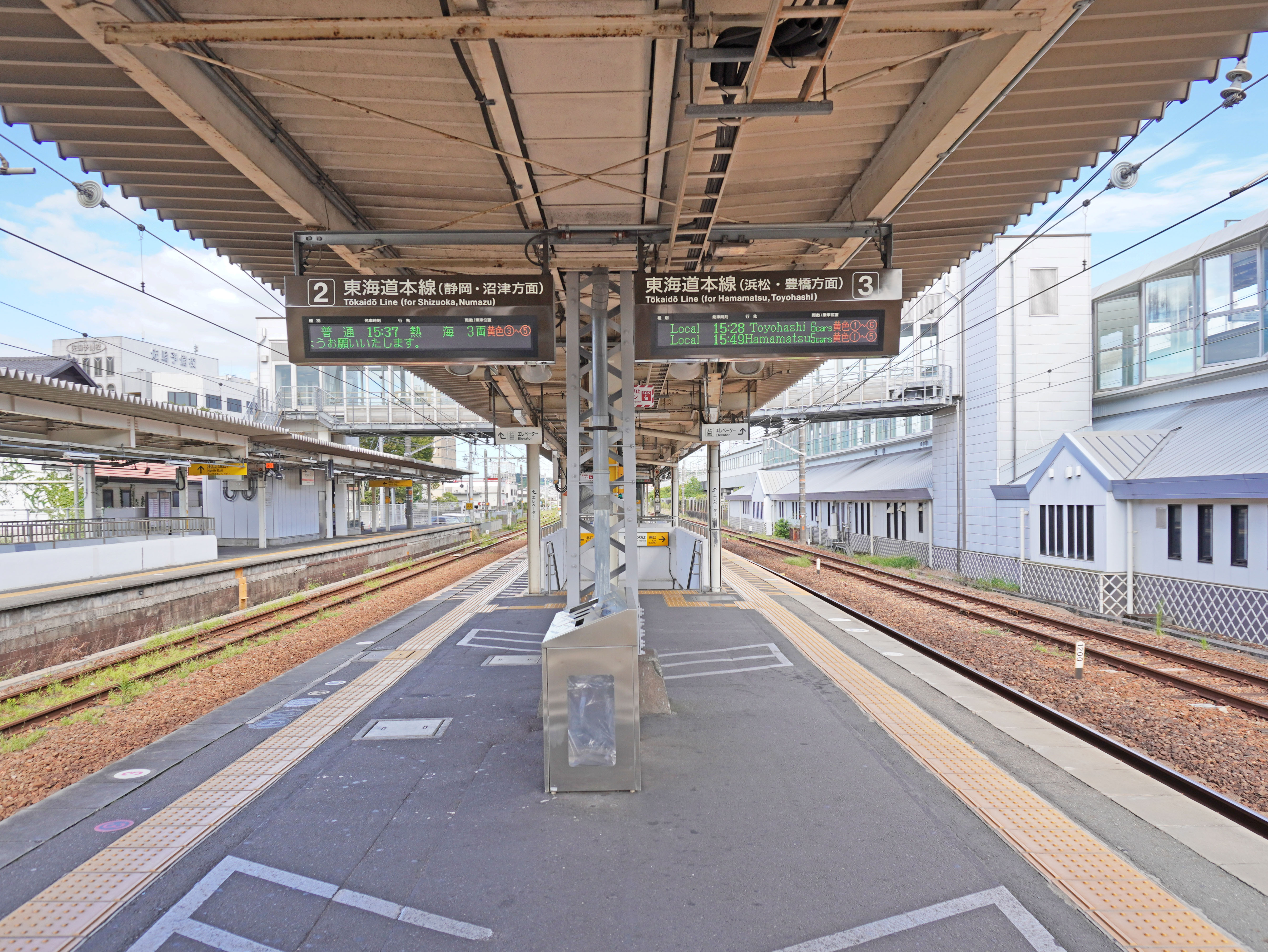
在來線2號與3號月台（2022年9月）
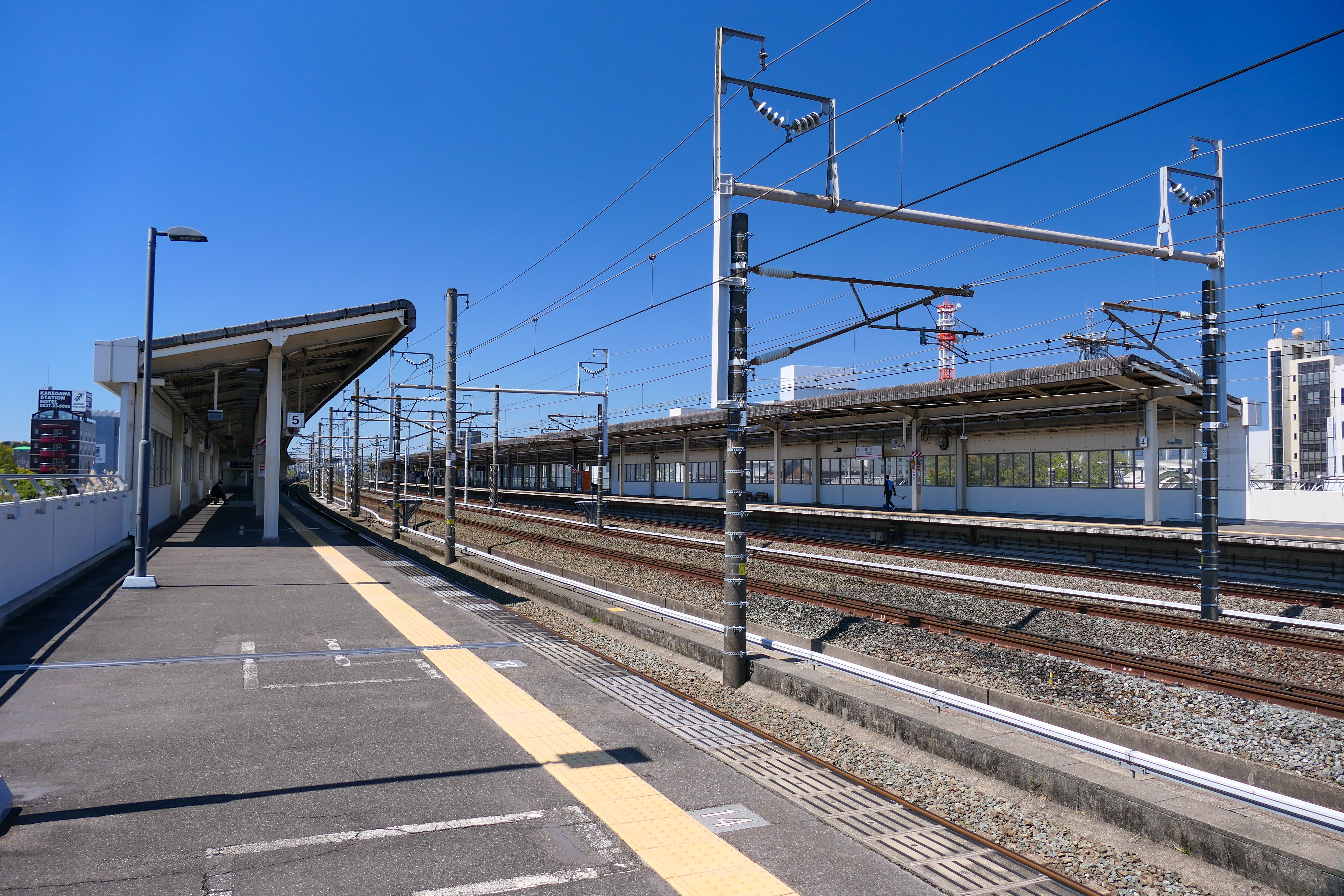
新幹線4號與5號月台（2023年4月）

#### 月台配置
| 月台       | 路線         | 方向 | 目的地             | 備註                |
| ---------- | ------------ | ---- | ------------------ | ------------------- |
| 在來線月台 |              |      |                    |                     |
| 1          | 東海道本線   | 上行 | 靜岡、沼津方向     | 主要早上7時使用     |
| 1          | 東海道本線   | 下行 | 濱松、豐橋方向     | 此站折返            |
| 2          | 東海道本線   | 上行 | 靜岡、沼津方向     | 主要早上7時以外使用 |
| 3          | 東海道本線   | 下行 | 濱松、豐橋方向     | -                   |
| 新幹線月台 |              |      |                    |                     |
| 4          | 東海道新幹線 | 上行 | 新橫濱、東京方向   | -                   |
| 5          | 東海道新幹線 | 下行 | 名古屋、新大阪方向 | -                   |

### 天龍濱名湖鐵道
天龍濱名湖線的起始站，為1面2線的頭端式月台地上站。

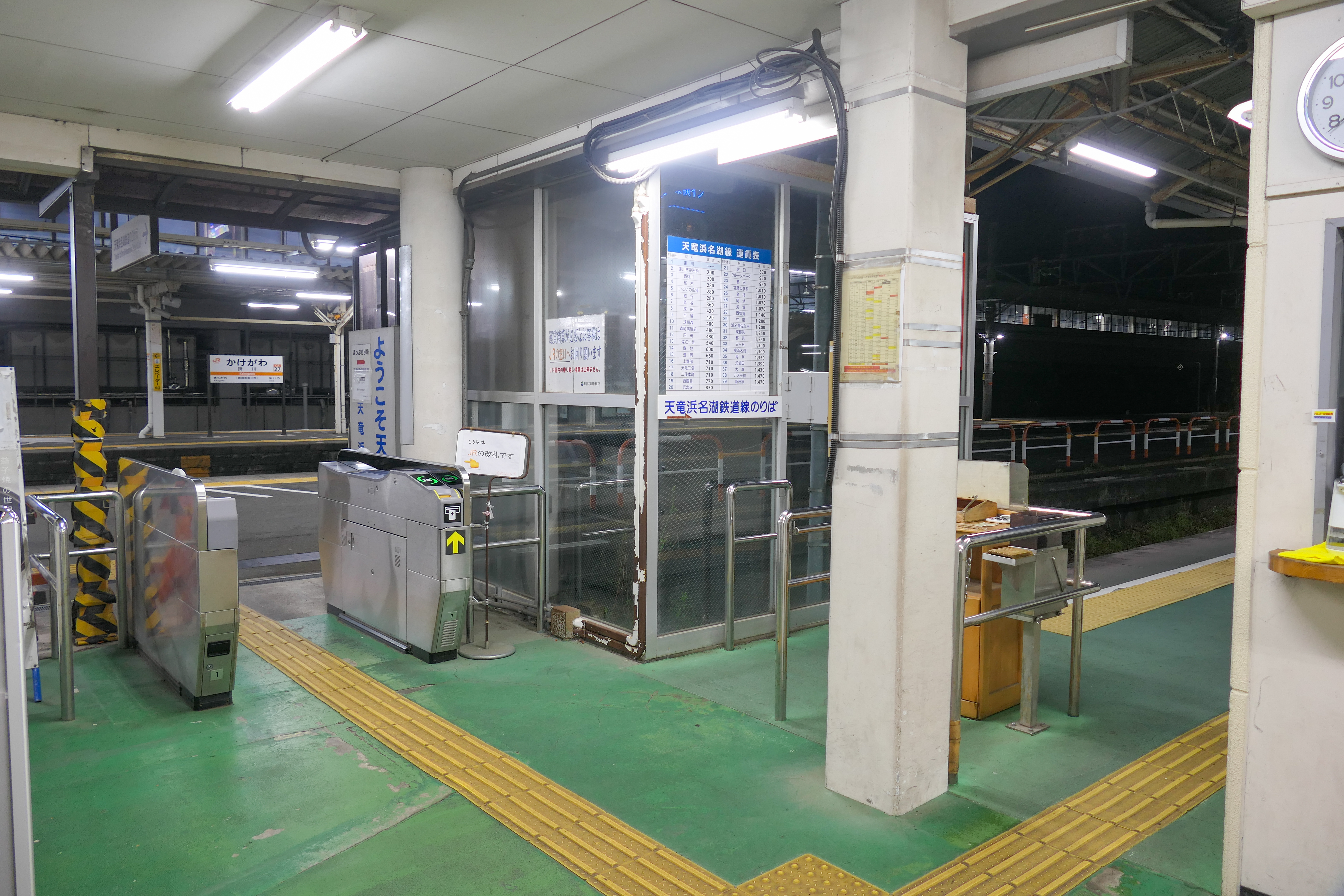
東海道本線與天龍濱名湖線的轉乘驗票口（2023年4月）

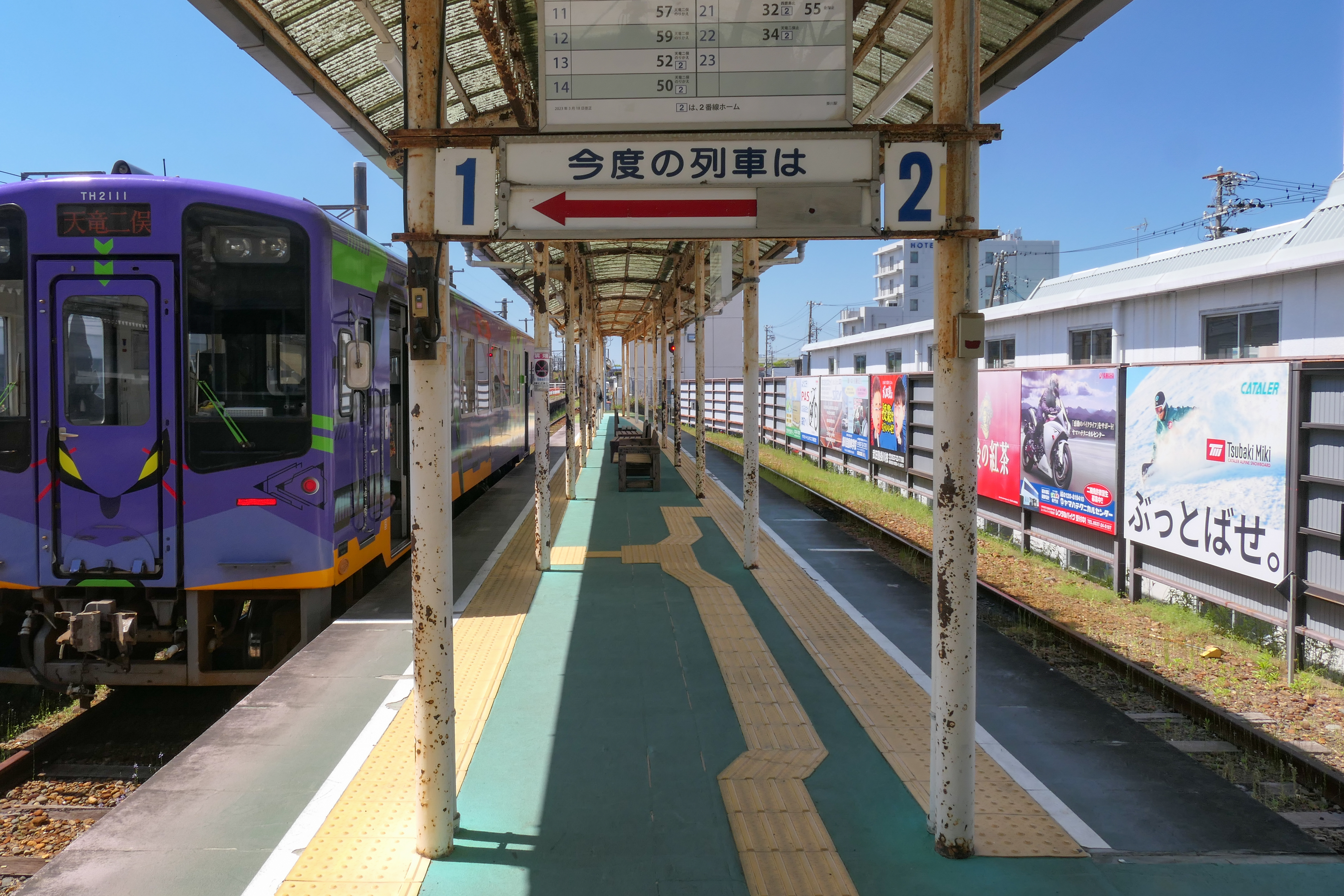
月台(2023年4月)

#### 月台配置
| 月台 | 路線          | 目的地                             |
| ---- | ------------- | ---------------------------------- |
| 1、2 | ■天龍濱名湖線 | 遠州森、天龍二俁、三日、新所原方向 |

## 使用情況
根據「靜岡縣統計年鑑」及「掛川市統計書」，近年1日平均上車人次如下表。
| 年度   | JR東海 | 天龍濱名湖 鐵道 |
| ------ | ------ | --------------- |
| 1993年 | 13,979 |                 |
| 1994年 | 12,439 |                 |
| 1995年 | 12,287 |                 |
| 1996年 | 12,247 |                 |
| 1997年 | 12,159 |                 |
| 1998年 | 12,180 |                 |
| 1999年 | 12,103 |                 |
| 2000年 | 12,293 |                 |
| 2001年 | 12,193 |                 |
| 2002年 | 12,102 |                 |
| 2003年 | 12,003 |                 |
| 2004年 | 11,809 |                 |
| 2005年 | 11,709 |                 |
| 2006年 | 11,738 | 1,109           |
| 2007年 | 11,744 | 1,041           |
| 2008年 | 11,670 | 1,022           |
| 2009年 | 11,025 | 1,038           |
| 2010年 | 10,961 | 954             |
| 2011年 | 11,030 | 844             |
| 2012年 | 11,033 | 867             |
| 2013年 | 11,019 | 834             |
| 2014年 | 10,736 | 821             |
| 2015年 | 11,018 | 820             |
| 2016年 | 11,000 | 853             |
| 2017年 | 11,292 | 995             |
| 2018年 | 11,477 | 932             |

## 相鄰車站
東海旅客鐵道
東海道新幹線
靜岡－掛川－濱松
 東海道本線
菊川（CA26）－掛川（CA27）－愛野（CA28）
天龍濱名湖鐵道
■天龍濱名湖線
掛川－掛川市役所前

### 來源
1. ↑   (PDF). 静岡県統計年鑑2014(平成26年).   [2016-06-14]. （原始内容存档 (PDF)于2019-07-02）.
2. ↑  静岡県歴史教育研究会 『静岡県歴史年表 日本史・世界史対応』 静岡新聞社、2003年3月28日。ISBN 978-4783810773
3. ↑  木の文化と造形フォーラム 榛村純一:木の文化のまちづくり 的存檔，存档日期2008年11月21日，.
4. ↑  . 掛川市. 2014-09-29  [2020-06-22]. （原始内容存档于2020-06-21）.
5. 1 2  駅構内の案内表記。これらはJR東海公式サイトの各駅の時刻表 （页面存档备份，存于）で参照可能（駅掲示用時刻表のPDFが使われているため。2015年1月現在）。

## 外部連結
- 掛川 - 東海旅客鐵道
- 掛川駅 （页面存档备份，存于） - 天竜浜名湖鉄道

34°46′9″N 138°00′54″E / 34.76917°N 138.01500°E